# Tramecourt
Pour l'officier et haut fonctionnaire polonais, voir Jerzy Albin de Tramecourt. Pour le peintre polonais, voir Daniel de Tramecourt.
Tramecourt est une commune française située dans le département du Pas-de-Calais en région Hauts-de-France.
La commune fait partie de la communauté de communes des 7 Vallées qui regroupe 66 communes et compte 29 425 habitants en 2022.

## Géographie

### Localisation
Localisée dans le sud-ouest du département du Pas-de-Calais, Tramecourt est une commune située, à vol d'oiseau, à 6 km au sud de la commune de Fruges (aire d'attraction), à 12 km au nord-est de la commune d'Hesdin-la-Forêt et à 27 km à l'est de la commune de Montreuil-sur-Mer (chef-lieu d'arrondissement).
Le territoire de la commune est limitrophe de ceux de cinq communes.
Les communes limitrophes sont Canlers, Ambricourt, Azincourt, Maisoncelle et Verchin.

### Géologie et relief
La superficie de la commune est de 2,22 km2 ; son altitude varie de 110  à   142 mètres.

### Hydrographie
La commune est située dans le bassin Artois-Picardie. Elle n'est drainée par aucun cours d'eau,.

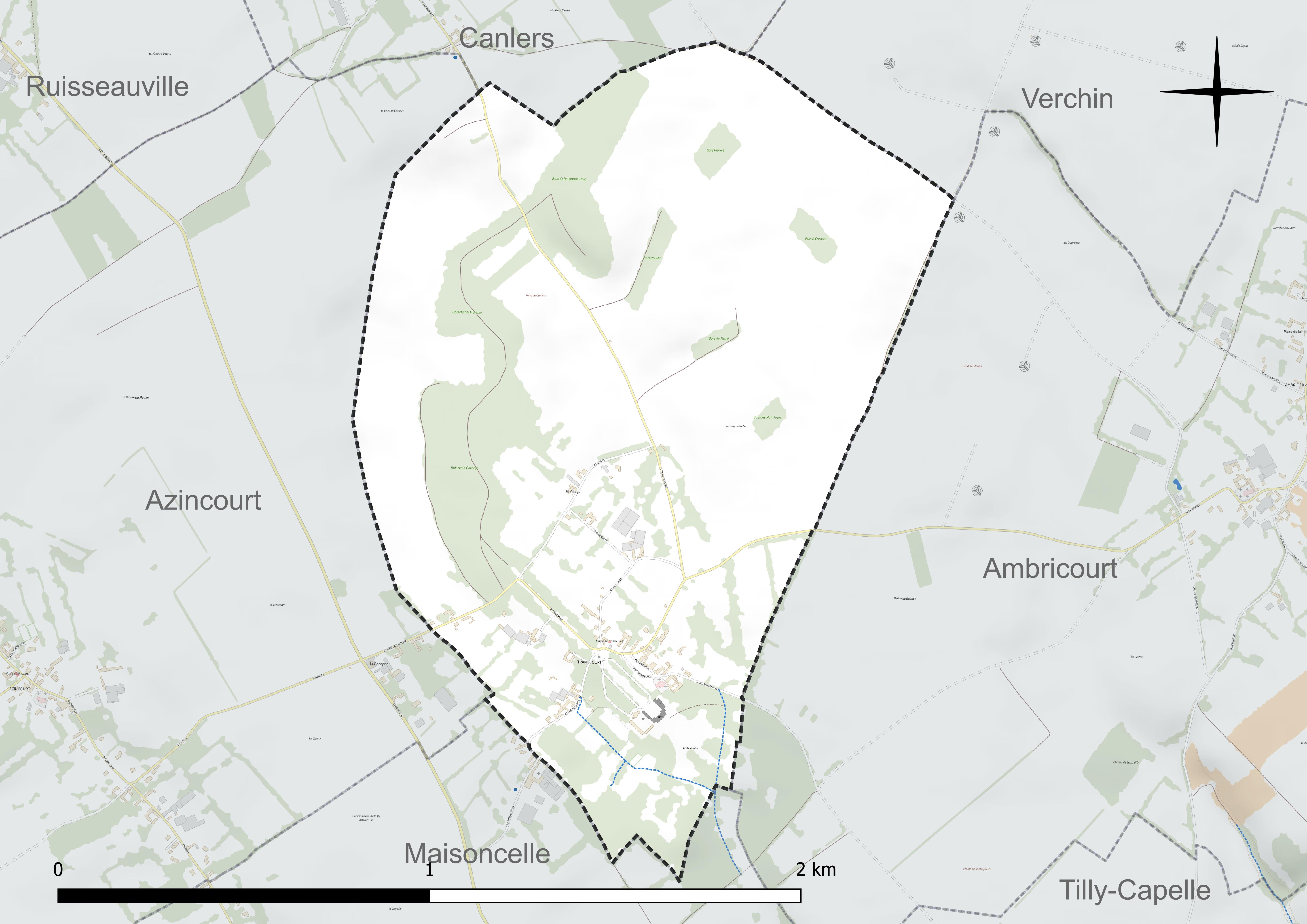
Réseau hydrographique de Tramecourt.

### Climat
Pour des articles plus généraux, voir Climat des Hauts-de-France et Climat du Pas-de-Calais.
En 2010, le climat de la commune est de type climat océanique altéré, selon une étude du CNRS s'appuyant sur une série de données couvrant la période 1971-2000. En 2020, Météo-France publie une typologie des climats de la France métropolitaine dans laquelle la commune est exposée à un climat océanique et est dans la région climatique Côtes de la Manche orientale, caractérisée par un faible ensoleillement (1 550 h/an) ; forte humidité de l'air (plus de 20 h/jour avec humidité relative > 80 % en hiver), vents forts fréquents.
Pour la période 1971-2000, la température annuelle moyenne est de 10,2 °C, avec une amplitude thermique annuelle de 13,5 °C. Le cumul annuel moyen de précipitations est de 882 mm, avec 13 jours de précipitations en janvier et 9 jours en juillet. Pour la période 1991-2020, la température moyenne annuelle observée sur la station météorologique la plus proche, située sur la commune de Humières à 9 km à vol d'oiseau, est de 10,9 °C et le cumul annuel moyen de précipitations est de 856,9 mm,. Pour l'avenir, les paramètres climatiques de la commune estimés pour 2050 selon différents scénarios d'émission de gaz à effet de serre sont consultables sur un site dédié publié par Météo-France en novembre 2022.

### Paysages
Pour un article plus général, voir Paysage en France.
La commune est située à la jonction de deux paysages tels qu'ils sont définis dans l'atlas des paysages de la région Nord-Pas-de-Calais, conçu par la direction régionale de l'Environnement, de l'Aménagement et du Logement (DREAL), : 
- les « paysages du Ternois », qui concernent 138 communes avec trois pôles d'attraction que sont Hesdin à l'ouest, Saint-Pol-sur-Ternoise à l'est et, dans une moindre mesure, Frévent en lisière sud, sont délimités par deux cours d'eau : la Canche au Sud et la Ternoise au Nord. Ces paysages sont composés de plateaux, de vallées et de bocages. Les plateaux du Ternois montrent une structure tabulaire assez plane et une altitude assez régulière avec des points culminants entre 150 et 160 m.

Le territoire d'une vingtaine de kilomètres du Nord au Sud et d'Est en Ouest, est traversé par la D 939 reliant Saint-Pol-sur-Ternoise à Hesdin, par la D 912 entre Saint-Pol-sur-Ternoise et Frévent et par la ligne ferroviaire de Saint-Pol-sur-Ternoise à Étaples dans la vallée de la Canche. La position excentrée, en l'absence de grands axes autoroutiers ou ferrés structurants, a permis au Ternois de conserver un caractère rural et une certaine qualité de paysage.
Au niveau de l'occupation des sols, les surfaces cultivées sont omniprésentes sur les plateaux, avec majoritairement la culture de la betterave et de la pomme de terre, et représentent près de 72 % de la surface totale de ces paysages du Ternois, les espaces artificialisés, cantonnés dans les fonds de vallée, représentent 13 % et les surfaces boisées, présentes dans les deux principales vallées de la Ternoise et de la Canche, ne représentent que 6 % ;
- les « paysages des hauts plateaux artésiens », qui concernent 77 communes du Pas-de-Calais, se situent à l'extrémité ouest des collines de l'Artois qui traversent le Pas-de-Calais d'Arras au Boulonnais. L'alltitude de ces paysages dépassent les 180 mètres. Ces dimensions sont modestes, d'une quinzaine de kilomètres du sud-est au nord-ouest et d'une vingtaine de kilomètres dans sa dimension la plus grande[12].

Ces « paysages des hauts plateaux artésiens », appelés aussi « Haut Artois », se caractérisent par trois ensembles écopaysagers :
- - l'ensemble mésophile ouvert du plateau artésien calcaire ;
  - l'ensemble alluvial des fonds de vallée de la Lys et de l'Aa ;
  - l'ensemble calcicole des versants calcaires des vallées[12].

Le « Haut Artois » dispose d'une importante densité de corridors biologiques bien interconnectés.
Dans le « Haut Artois », pas de villes, c'est une des rares terres rurales de la région, les communes les plus importantes sont, du nord au sud, Lumbres, Fauquembergues et Fruges. Le « Haut Artois », drainé par l'Aa et la Lys, constitue le sommet de l'anticlinal artésien, paysage ventée, froid et aux précipitations importantes qui en font le château d'eau régional.
Leș cultures représentent environ 60 % des sols, les prairies entre 26 et 27 %, les bois de 5 à 8 % et les villages et bourgs de 5 à 8 %, l'industrie y est peu présente.

## Urbanisme

### Typologie
Au 1er janvier 2024, Tramecourt est catégorisée commune rurale à habitat très dispersé, selon la nouvelle grille communale de densité à sept niveaux définie par l'Insee en 2022.
Elle est située hors unité urbaine. Par ailleurs la commune fait partie de l'aire d'attraction de Fruges, dont elle est une commune de la couronne,. Cette aire, qui regroupe 22 communes, est catégorisée dans les aires de moins de 50 000 habitants,.

### Occupation des sols
L'occupation des sols de la commune, telle qu'elle ressort de la base de données européenne d'occupation biophysique des sols Corine Land Cover (CLC), est marquée par l'importance des territoires agricoles (75,8 % en 2018), une proportion identique à celle de 1990 (75,8 %). La répartition détaillée en 2018 est la suivante : 
terres arables (53,6 %), prairies (14,2 %), forêts (13,3 %), zones urbanisées (10,8 %), zones agricoles hétérogènes (8,1 %). L'évolution de l'occupation des sols de la commune et de ses infrastructures peut être observée sur les différentes représentations cartographiques du territoire : la carte de Cassini (XVIIIe siècle), la carte d'état-major (1820-1866) et les cartes ou photos aériennes de l'IGN pour la période actuelle (1950 à aujourd'hui).

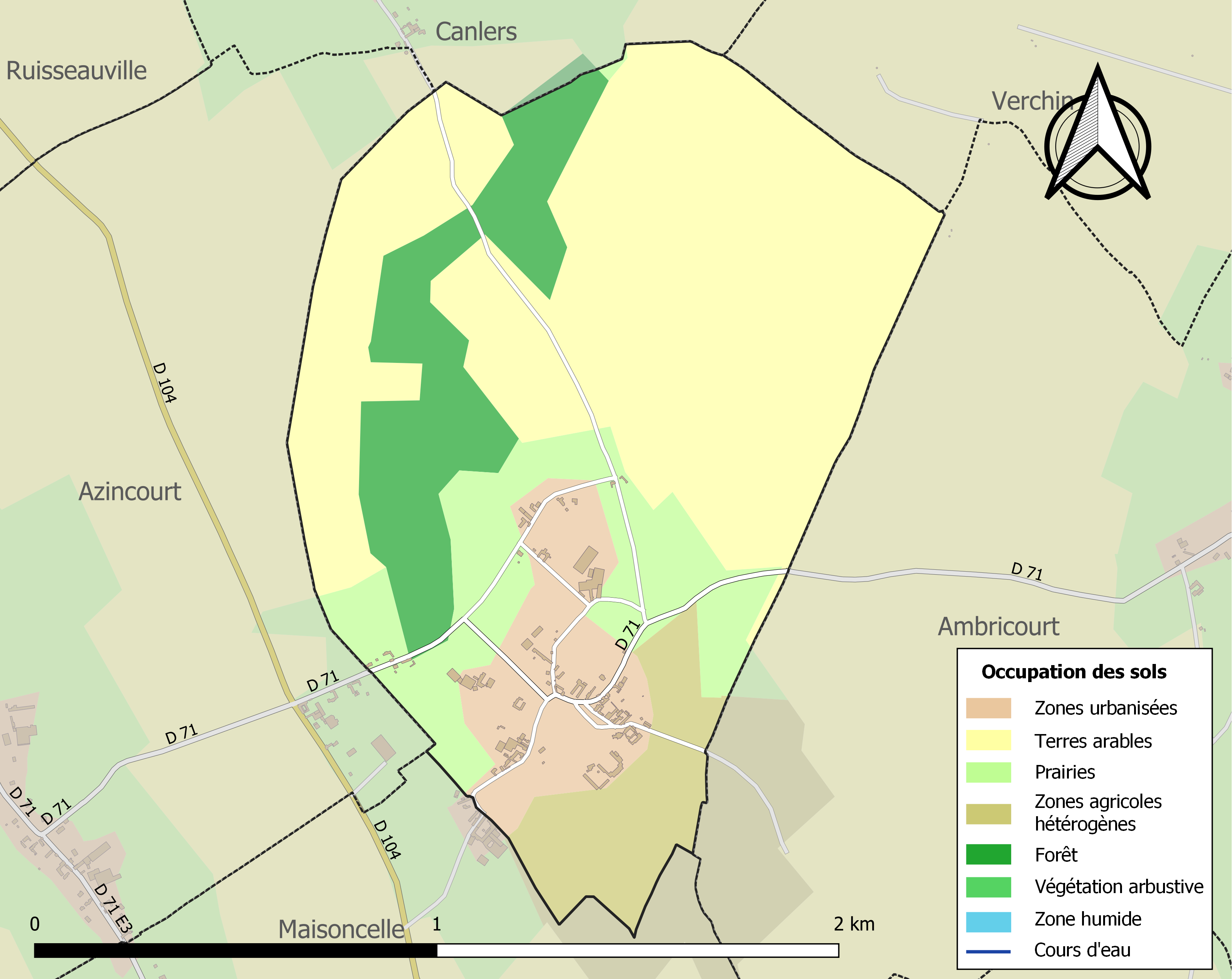
Carte des infrastructures et de l'occupation des sols de la commune en 2018 (CLC).

## Toponymie
Le nom de la localité est attesté sous les formes Tramecurium en 1191 ; Tramecort en 1242 ; Tramecourt en 1319 ; Tramcour en 1725.
Les noms de localités se terminant par -court sont le plus souvent des hameaux ou de petits villages. L'appellatif toponymique -court (français moderne cour) est issu du gallo-roman CORTE qui signifie « domaine ». Cet appellatif est généralement précédé d'un nom de personne germanique. Ces formations toponymiques datent du Moyen Âge. Cette façon de nommer les lieux serait liée à l'apport germanique du VIe siècle,.
Le premier élément Trame- s'explique par un nom de personne germanique.

## Histoire
Tramecourt a donné son nom à une famille de la noblesse française qui a continué de s'identifier ainsi, tout en possédant pendant des siècles le fief de Tramecourt : en 1190, Renaud de Tramecourt participe à la troisième croisade. Son nom figure dans la deuxième salle des croisades au château de Versailles.
La célèbre bataille d'Azincourt du 25 octobre 1415 aurait pu se nommer bataille de Tramecourt car elle s'est déroulée dans les champs boueux entre les deux communes. Comme le nom de la bataille est celui de la seigneurie où le vainqueur a établi son camp, ce fut donc pour le Roi d'Angleterre Henri V, la battle of Agincourt. Les camps de base de l'armée française sont l'abbaye de Ruisseauville, Canlers et Ambricourt, si bien que pour le royaume de France, ce fut la bataille de Ruisseauville. La noblesse à cheval et lourdement armée, s'est embourbée et a cédé face aux conscrits et mercenaires anglais et gallois, inférieurs en nombre mais maniant l'arc avec intelligence et agilité. Ce fut un événement majeur de la guerre de Cent Ans. La noblesse française y fut décimée. Jean de Tramecourt, Renaud de Tramecourt et N. de Tramecourt y participent et y trouvent la mort.

## Politique et administration

### Découpage territorial
La commune se trouve dans l'arrondissement de Montreuil du département du Pas-de-Calais.

#### Commune et intercommunalités
La commune est membre de la communauté de communes des 7 Vallées.

#### Circonscriptions administratives
La commune est rattachée au canton d'Auxi-le-Château.

#### Circonscriptions électorales
Pour l'élection des députés, la commune fait partie de la quatrième circonscription du Pas-de-Calais.

### Élections municipales et communautaires

#### Liste des maires
| Période                                  | Période                    | Identité                             | Étiquette | Qualité                                       |
| ---------------------------------------- | -------------------------- | ------------------------------------ | --------- | --------------------------------------------- |
| Les données manquantes sont à compléter. |                            |                                      |           |                                               |
| avant 1981                               | 1995                       | Vicomte Antoine de Chabot-Tramecourt |           |                                               |
| 1995                                     | 2001                       | Marie-Josée Lavisse                  |           |                                               |
| mars 2001                                | 2008                       | Cyr Henguelle                        |           |                                               |
| mars 2008                                | 2014                       | Marie-Josée Lavisse                  |           |                                               |
| 2014                                     | En cours (au 8 avril 2022) | Gervais Castel                       |           | Ancien cadre, Réélu pour le mandat 2020-2026, |

## Population et société

### Démographie

#### Évolution démographique
L'évolution du nombre d'habitants est connue à travers les recensements de la population effectués dans la commune depuis 1793. Pour les communes de moins de 10 000 habitants, une enquête de recensement portant sur toute la population est réalisée tous les cinq ans, les populations de référence des années intermédiaires étant quant à elles estimées par interpolation ou extrapolation. Pour la commune, le premier recensement exhaustif entrant dans le cadre du nouveau dispositif a été réalisé en 2008.

En 2022, la commune comptait 55 habitants, en évolution de −8,33 % par rapport à 2016 (Pas-de-Calais : −0,72 %, France hors Mayotte : +2,11 %).
| 1793 | 1800 | 1806 | 1821 | 1831 | 1836 | 1841 | 1846 | 1851 |
| ---- | ---- | ---- | ---- | ---- | ---- | ---- | ---- | ---- |
| 265  | 158  | 154  | 152  | 171  | 163  | 172  | 161  | 166  |

| 1856 | 1861 | 1866 | 1872 | 1876 | 1881 | 1886 | 1891 | 1896 |
| ---- | ---- | ---- | ---- | ---- | ---- | ---- | ---- | ---- |
| 167  | 192  | 188  | 179  | 183  | 163  | 173  | 179  | 167  |

| 1901 | 1906 | 1911 | 1921 | 1926 | 1931 | 1936 | 1946 | 1954 |
| ---- | ---- | ---- | ---- | ---- | ---- | ---- | ---- | ---- |
| 165  | 160  | 151  | 140  | 152  | 133  | 129  | 129  | 132  |

| 1962 | 1968 | 1975 | 1982 | 1990 | 1999 | 2006 | 2008 | 2013 |
| ---- | ---- | ---- | ---- | ---- | ---- | ---- | ---- | ---- |
| 127  | 113  | 99   | 76   | 67   | 66   | 57   | 54   | 60   |

| 2018 | 2022 | - | - | - | - | - | - | - |
| ---- | ---- | - | - | - | - | - | - | - |
| 60   | 55   | - | - | - | - | - | - | - |

#### Pyramide des âges
En 2018, le taux de personnes d'un âge inférieur à 30 ans s'élève à 28,3 %, soit en dessous de la moyenne départementale (36,7 %). À l'inverse, le taux de personnes d'âge supérieur à 60 ans est de 33,3 % la même année, alors qu'il est de 24,9 % au niveau départemental.
En 2018, la commune comptait 31 hommes pour 29 femmes, soit un taux de 51,67 % d'hommes, largement supérieur au taux départemental (48,50 %).
Les pyramides des âges de la commune et du département s'établissent comme suit.
| Hommes | Classe d’âge | Femmes |
| ------ | ------------ | ------ |
| 0,0    | 90 ou +      | 0,0    |
| 9,7    | 75-89 ans    | 17,2   |
| 25,8   | 60-74 ans    | 13,8   |
| 22,6   | 45-59 ans    | 24,1   |
| 12,9   | 30-44 ans    | 17,2   |
| 16,1   | 15-29 ans    | 10,3   |
| 12,9   | 0-14 ans     | 17,2   |

| Hommes | Classe d’âge | Femmes |
| ------ | ------------ | ------ |
| 0,5    | 90 ou +      | 1,6    |
| 5,6    | 75-89 ans    | 8,9    |
| 16,7   | 60-74 ans    | 18,1   |
| 20,2   | 45-59 ans    | 19,2   |
| 18,9   | 30-44 ans    | 18,1   |
| 18,2   | 15-29 ans    | 16,2   |
| 19,9   | 0-14 ans     | 17,9   |

## Culture locale et patrimoine

### Lieux et monuments

#### Le château

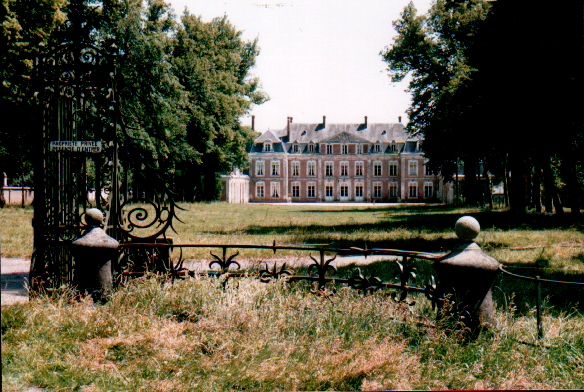
Le château.

Le domaine de Tramecourt est la résidence des marquis de Tramecourt depuis 1191. Le parc couvre une superficie de 32 hectares et forme avec le château l'un des plus beaux ensembles du Nord de la France. Le parc à l'anglaise, alternance harmonieuse de bosquets et de verdure, d'ombres et de lumières, est entretenu fidèlement afin de respecter le dessin original qui date de 1657.
La construction du manoir en 1615 marque l'aboutissement d'une période de renaissance de la famille de Tramecourt qui avait subi de graves revers au cours de la guerre de Cent Ans et de la bataille d'Azincourt ayant eu lieu sur les terres voisines le 25 octobre 1415. En pleine guerre de Cent Ans, l'armée anglaise conduite par le roi Henry V écrasait l'armée française de Charles VI, deux fois plus nombreuse.
La vaste demeure seigneuriale des marquis de Tramecourt a d'abord été une forteresse médiévale mais au fil des siècles s'est transformée en château de plaisance en 1740.
Percé d'une longue et majestueuse perspective, le château comprend un corps de logis brique et pierre élevé de deux niveaux, dont la profondeur qui s'exprime dans l'importance du grand comble constitue une innovation.
Les travaux menés à partir de 1848, par le marquis de Tramecourt, ont donné à l'édifice un caractère beaucoup plus majestueux. Le doublement de la perspective d'arrivée, encadrée de grands arbres, s'inscrit dans le réaménagement général du parc.
L'ensemble est inscrit aux monuments historiques par arrêté du 13 novembre 2003.

#### Église Saint-Léonard

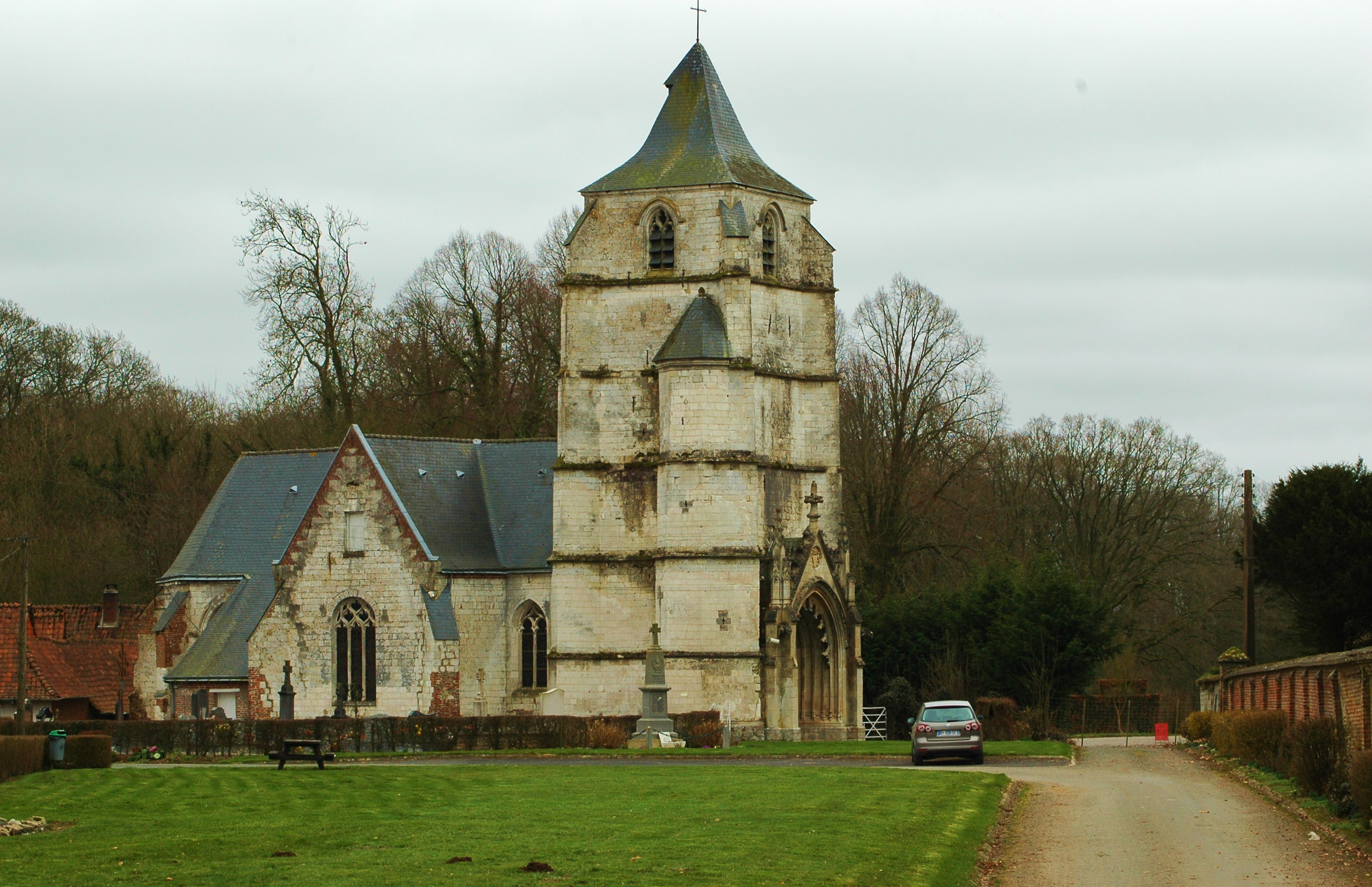
L'église.

L'église Saint-Léonard date principalement du XVIIe siècle, gothique flamboyant.

#### Le monument aux morts

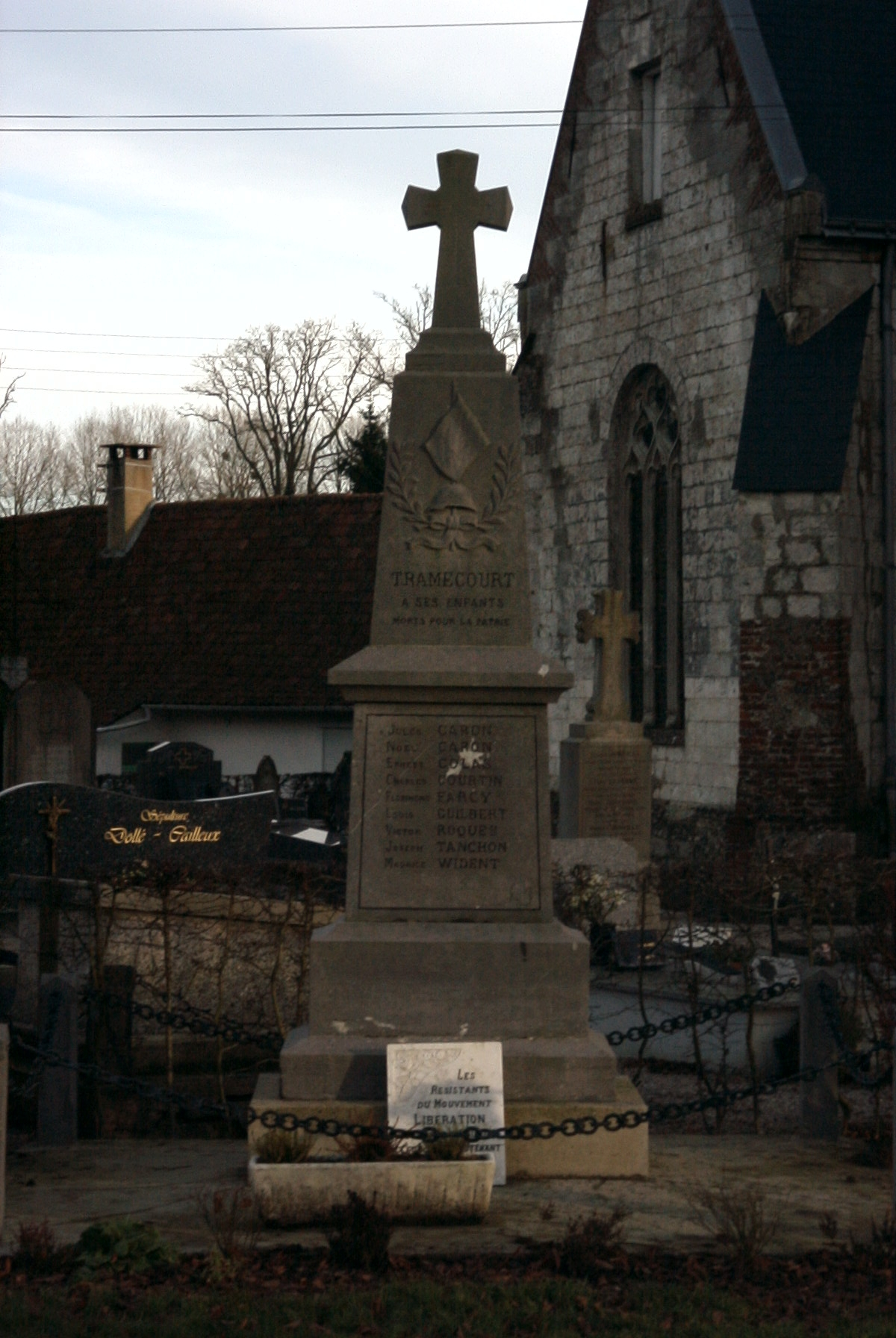
Le monument aux morts.

### Personnalités liées à la commune

#### Famille de Tramecourt
- En 1190, Renaud de Tramecourt participe à la troisième croisade. Son nom figure dans la deuxième salle des croisades au château de Versailles.
- Jean de Tramecourt, Renaud de Tramecourt et N. de Tramecourt ont participé en 1415 à la bataille d'Azincourt  et y ont trouvé la mort[21].
- Le 1er septembre 1612, sont délivrées à Bruxelles des lettres de chevalerie pour Antoine de Tramecourt, seigneur de Tramecourt. Ses ancêtres possèdent la terre de Tramecourt depuis des siècles. Ansel de Tramecourt, dit Tranchant, chevalier, époux de Jeanne de Halloy, vivait en 1236. Pierre de Tramecourt, chevalier, fils d'Ansel, sire de Tramecourt et Hondescotte-les-Souchez. Autre ancêtre : Anseau de Tramecourt, écuyer, sert en 1339 dans les armées du duc Eudes de Bourgogne (Eudes IV de Bourgogne). Ou encore Jean de Tramecourt, seigneur de Tramecourt, Ivregny (Ivergny?) et Bacquel, écuyer d'écurie du roi de France (Louis XI) en 1468. Peronne de Tramecourt, demoiselle du lieu en 1456, est qualifiée de noble et puissante[33]. Antoine descend en ligne directe et légitime d'Ansel de Tramecourt dit Tranchant. Le père d'Antoine était Jean de Tramecourt, seigneur de Tramecourt, allié à la famille du Wez dit de Guînes, a servi l'empereur (Charles Quint ?) comme guidon de la compagnie d'armes du seigneur de Morbecque, en Allemagne, Saxe, aux batailles de Gravelines et de Saint-Quentin (Bataille de Saint-Quentin (1557), Bataille de Gravelines (1558), y a été fait chevalier par l'empereur[33]. Antoine de Tramecourt a lui-même servi avec 4 bons chevaux aux sièges de Doullens en 1595, de Cambrai en 1595, d'Ardres en 1596. Il s'est allié noblement à la maison de Saint-Venant, descendante de celle de Wavrin (Maison de Wavrin) et il possède les seigneuries de Tramecourt, Verchin, Auberchicourt, Saulier, Beaurepaire et le Taillis. Antoine de Tramecourt a, ou prend, pour armes "D'argent à la croix ancrée de sable" (la croix peut être une référence à la présence dans les ancêtres d'un croisé)[33].
- Vers 1650, Georges de Tramecourt, écuyer, est l'époux de Françoise Henriette de Haynin. Leur fille Françoise Henriette de Tramecourt nait à Aire-sur-la-Lys en juin 1659 (baptisée le 27 juin 1659) et meurt à Lille le 21 août 1700. elle épouse le 14 octobre 1675 Jean Baptiste François Olivier de Lannoy (1650-avant 1700), chevalier, seigneur de Salomé, bourgeois de Lille, grand bailli de Furnes[34].
- En 1756, Eugène François Léonard de Tramecourt, chevalier, est propriétaire dans la châtellenie de Bourbourg. En 1788, sa veuve Marie Anne Josèphe de Nédonchel, dame d'Ambricourt, de Matringhem et Gribauwal hérite de son mari[35].

### Héraldique
| Armes de Tramecourt | Les armes de Tramecourt se blasonnent ainsi : de sable au château d'argent, au franc-canton du même chargé d'une croisette ancrée du champ. |

## Pour approfondir